# 相鉄ローゼン
相鉄ローゼン株式会社（そうてつローゼン、英: SOTETSU ROSEN Co., Ltd.）は、相模鉄道沿線を中心とした神奈川県内で店舗を展開する、相模鉄道系列（相鉄グループ）のスーパーマーケット、およびその運営会社である。また店舗の表記としては相鉄の部分に漢字でなく平仮名を用い、「そうてつローゼン」と表記されることも多い。
ローゼンはドイツ語でバラを意味し、前身の一つである株式会社相高（相高ストアを運営、1959年4月設立）に出資していた髙島屋のシンボルであるバラにちなんでいる。1982年9月に株式会社相高を吸収合併し、相鉄興業株式会社から現在の商号に変更。2003年に高島屋との資本関係が解消された後も横浜高島屋と縁が深く、お中元・お歳暮を配達扱いにすると高島屋の包装紙を使用できたり、双方の商品券を相互利用できる関係にある。またかつては第2位株主が高島屋であったため、高島屋出身の役員がいた。また、横浜髙島屋の支店でもあった横浜髙島屋港南台店（閉店済）は、港南台駅近くにある相鉄ビルマネジメントが管理している建物にキーテナントとして営業していた。その隣に港南台バーズやそうてつローゼンもある。

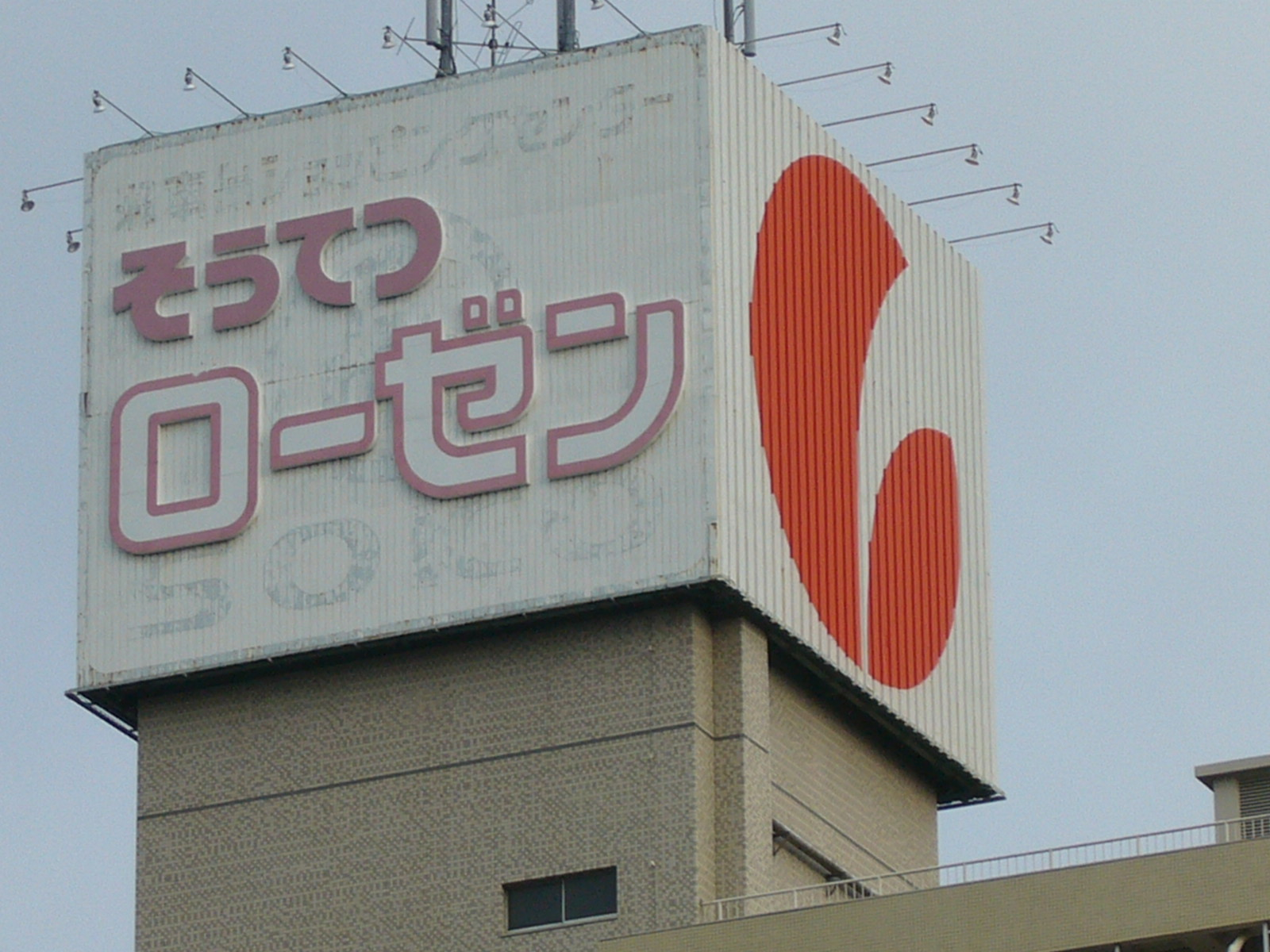
日本語のロゴタイプ（正面）と、会社のロゴマーク（右側面）
下地には旧・相高ストアが使用していた髙島屋マークが見える
湘南台店屋上の看板（2006年7月撮影）
※現在は撤去済み

運営会社である相鉄ローゼン株式会社のロゴマークとは別に店舗用のシンボルマークを制定している。なお、店の看板ではこのシンボルマークの他に会社のロゴマークを掲げている店舗や「食品スーパー」を強調した看板となっている店舗もある（後節も参照）。

## 沿革
相鉄ローゼンの前身企業と、吸収合併した企業についても述べる。
- 1957年（昭和32年）8月31日 - 相鉄文化会館（初代）内の「お好み食堂」・結婚式場の運営を目的に、上野精養軒・サッポロビール・相模鉄道の出資で、株式会社横浜精養軒（資本金：1,000万円）を設立。9月21日に営業開始[5]。
- 1959年（昭和34年）4月6日 - 相模鉄道・相鉄不動産・横浜髙島屋の共同出資で、株式会社相高（本社：川崎市新丸子699番地　資本金：1億円）を設立[広報 3][広報 4]。
- 1962年（昭和37年）
  - 7月1日 - 相高により、相高ストア1号店（大和駅構内）が開店。
  - 8月10日 - 相鉄興業株式会社設立[1][6]。
  - 9月1日 - 相模鉄道と相鉄不動産（初代）との合併に伴い、相鉄不動産から物品販売業・映画館業・飲食店業・広告業等を授受し[注 5]、相鉄興業が営業を開始[6]。
- 1963年（昭和38年）11月 - 1号店（旧・相鉄ストア三ツ境店）を出店[6][7]。
- 1964年（昭和39年）12月 - 相鉄興業が、レディースファッション専門店の1号店「リリオ」を横浜駅の「ダイヤモンド地下街」に出店[6][1]。
- 1971年（昭和46年）3月5日 - 相鉄興業が映画館「相鉄ムービル」（初代、現在の横浜ベイシェラトン ホテル&タワーズの敷地内）を開館し[6]、横浜駅名品街と相鉄文化会館（いずれも現在は相鉄ジョイナスの敷地の一部）の2か所に分かれていた映画館を集約[広報 5]。
- 1982年（昭和57年）
  - 6月9日 - 相鉄興業の子会社として、株式会社相商を設立[6]。
  - 9月1日 - 相鉄興業が株式会社相高を吸収合併し、相鉄ローゼン株式会社に商号変更[6]。
- 1983年（昭和58年） 3月 - 新たに店舗用のシンボルマークを制定[広報 6]。
- 1986年（昭和61年）12月8日 - 東証二部に上場[6]。
- 1987年（昭和62年）
  - 9月1日 - 私鉄系スーパー8社の共同出資で、プライベートブランド商品を開発・供給する八社会を設立[広報 5]。
  - 9月 - 子会社として、相鉄ムービルの売店を運営する株式会社相販を設立[6]。
- 1988年（昭和63年）
  - 8月1日 - 東証一部に上場[6]。
  - 11月12日 - 横浜ベイシェラトン ホテル&タワーズの建設に伴い、相鉄ムービルを現在地に移転[6][広報 5]。
- 1992年（平成4年）6月1日 - 創立30周年を機に、人と花をモチーフにした、五弁の花のようなストアシンボルマークと英語のロゴマークを導入[広報 7]。
- 1998年（平成10年）
  - 4月 - 精養軒・サッポロビールから株式を取得し、株式会社横浜精養軒を子会社化[6]。
  - 8月 - 株式会社横浜精養軒が株式会社相栄を吸収合併し、相鉄フードサービス株式会社に商号変更[6]。
- 2000年（平成12年）12月5日 - 相鉄グループの持ち株会社化準備のため、相模鉄道により相鉄トランスポート株式会社を設立[広報 8]。
- 2001年（平成13年）4月20日 - 相鉄トランスポートにより、相鉄バスを設立[広報 8]。
- 2003年（平成15年）8月 - 高島屋が所有していた持分全株を相鉄グループに譲渡[6]。
- 2006年（平成18年）5月31日 - 相鉄ムービルの事業を東急レクリエーションに事業譲渡[6]。
- 2008年（平成20年）
  - 9月8日 - そうてつローゼン富水店において、鮮魚部門の業務委託先の三光フーズによる一部商品の賞味期限表示違反が発覚。神奈川県小田原保健福祉事務所と農林水産省関東農政局の立ち入り調査を受ける[広報 9]。
  - 9月12日 - 三光フーズに業務委託していた17店舗で、鮮魚部門を一時閉鎖。委託先を相栄フーズに変更し、10月8日より順次再開[広報 9]。
- 2009年（平成21年）
  - 4月2日 - 親会社の持ち株会社化への移行準備に伴い、東証一部上場廃止[6]。
  - 4月8日 - 株式交換により、相模鉄道（現・相鉄ホールディングス）の完全子会社となる[6]。
  - 5月1日 - 相鉄トランスポートが、相鉄バスの管理運営事業を相模鉄道に会社分割。相鉄バスの株式を相鉄に譲渡。[広報 8]
- 2011年（平成23年）3月1日 - （旧）相鉄ローゼン株式会社が、小売事業について会社分割を行い、相鉄トランスポート株式会社が承継。同時に、相鉄トランスポート株式会社は（新）相鉄ローゼン株式会社に商号変更。不動産賃貸業だけが残った（旧）相鉄ローゼン株式会社を、相鉄アーバンクリエイツ株式会社が吸収合併[広報 10][広報 8]。
- 2012年（平成24年）1月 - 丸紅と資本提携し、（新）相鉄ローゼン株式会社の全株式を保有していた相鉄ホールディングスが、保有株式の20%を丸紅に譲渡[広報 11]。
- 2014年（平成26年）7月1日 - 相鉄リテールサービスを吸収合併[8]。

## 店舗概要
各店舗の詳細は公式サイト「チラシ・店舗検索」を参照。
- 店舗数
スーパーマーケット53店舗（2019年3月現在）
- 中核店舗
三ツ境店（三ツ境ライフ内・横浜市瀬谷区、1986年10月〜） - 同施設のキーテナント、旧・相鉄ストア三ツ境店（1号店）が前身
ジョイナステラス二俣川店（JOINUS TERRACE 二俣川内・横浜市旭区、2018年4月〜） - 同施設のキーテナント、旧・相鉄ストア二俣川店およびそうてつローゼン二俣川店（旧・二俣川グリーングリーン内）が前身
港南台店（港南台バーズ内・横浜市港南区、1974年9月〜） - 同施設のキーテナント、旧・相鉄ストア港南台店（同施設内）が前身
成瀬店（東京都町田市、1980年10月〜） - 旧・相高ストア成瀬店が前身

スーパーマーケットでは通常の店舗の他に、「そうてつローゼンミニ」を相鉄バス二俣川営業所跡地に2012年11月出店したが、そうてつローゼンの大型店舗も入る二俣川駅併設の商業施設「JOINUS TERRACE 二俣川」の開業を前に2018年4月閉店となった。この他、レディースファッション専門店を横浜駅西口の地下街（旧 ザ・ダイヤモンド）などに出店していた。

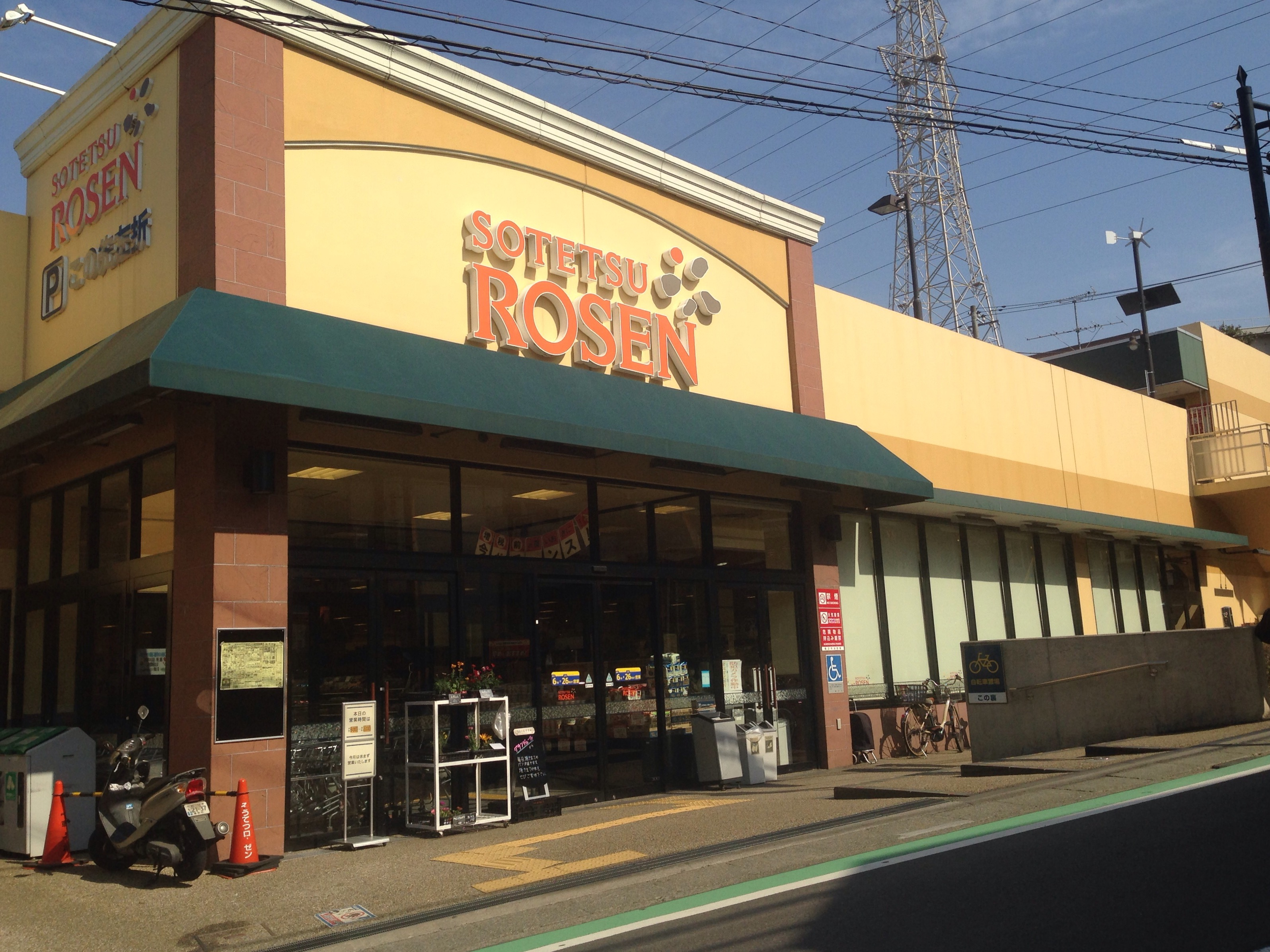
希望が丘店（正面にシンボルマークを掲げる） （2014年3月撮影）
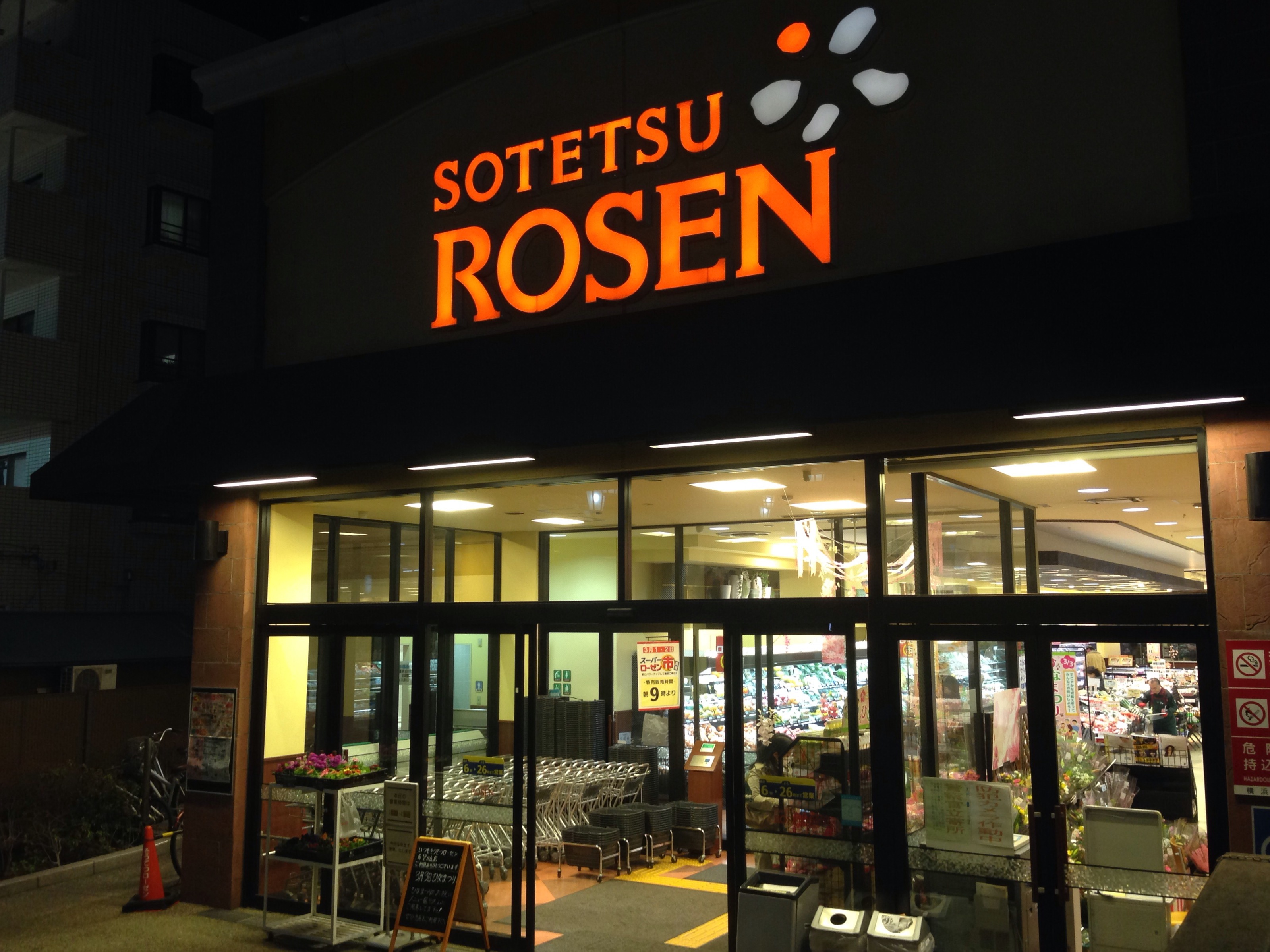
希望が丘店（日没後のシンボルマーク点灯） （2014年2月撮影）
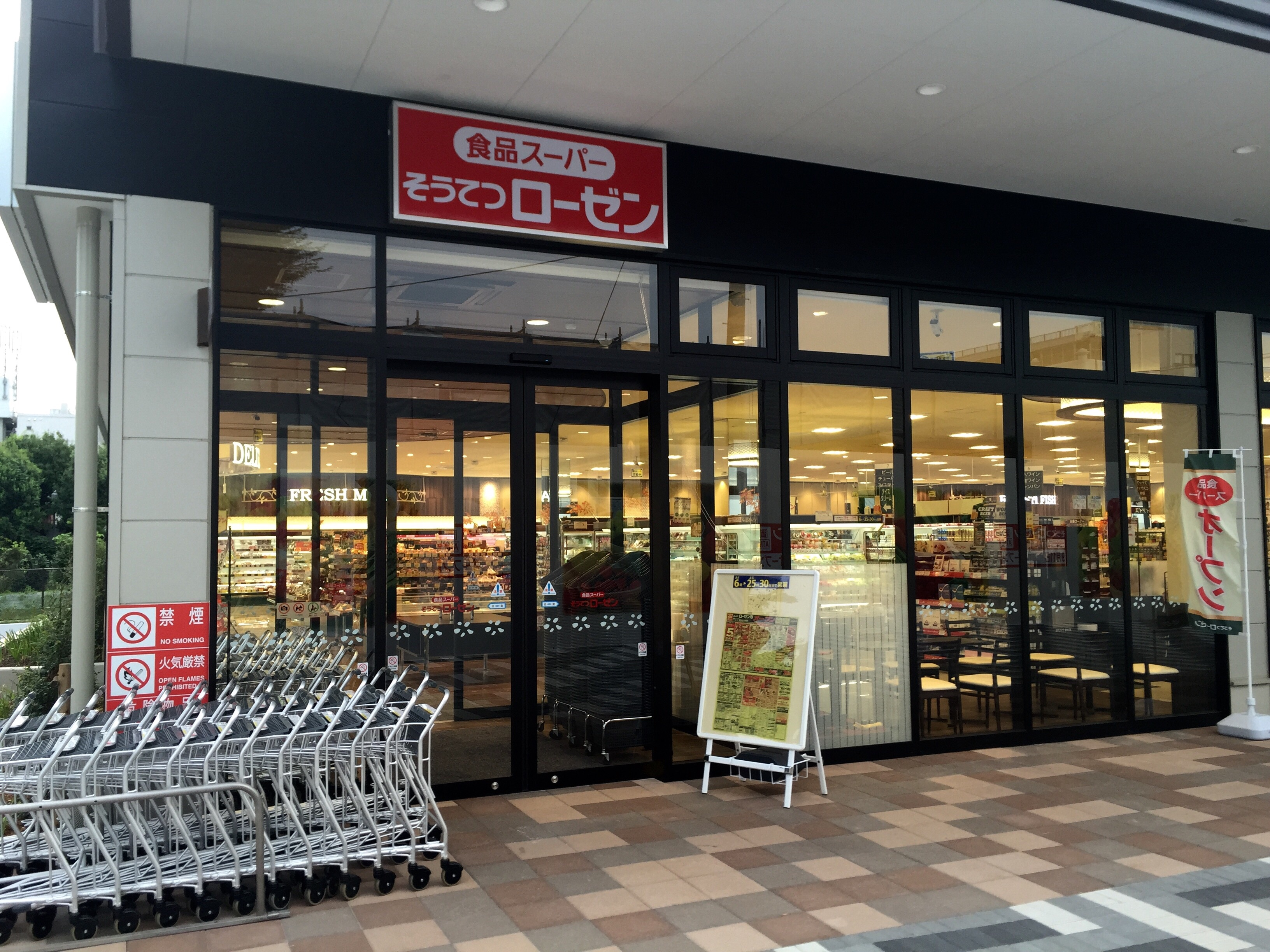
南まきが原店（シンボルマークを掲げず、「食品スーパー」を強調した看板となっている） （2015年9月撮影）
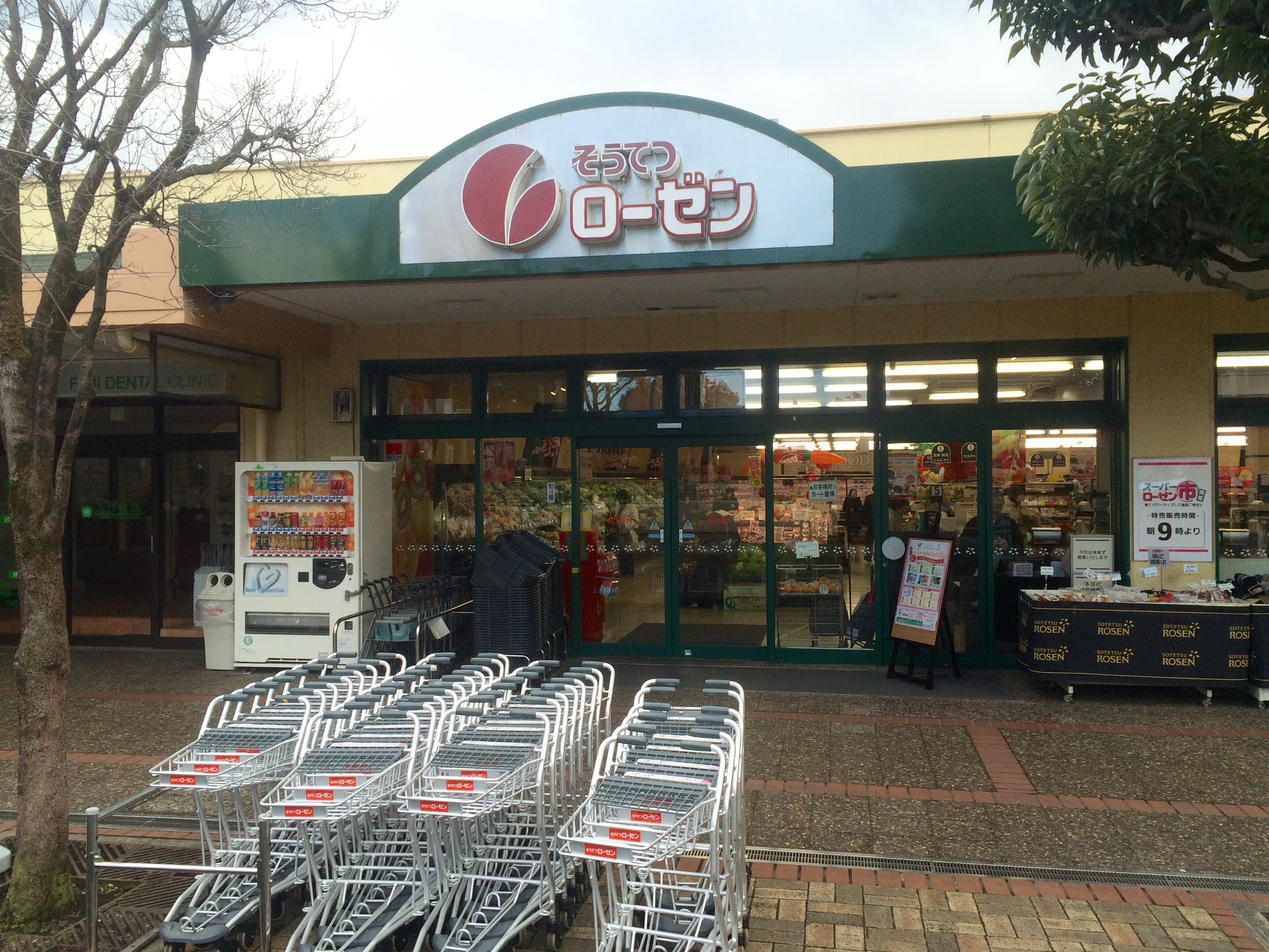
弥生台店（会社ロゴのみの旧看板店舗の例） （2015年2月撮影） ※同店の看板は移転・リニューアルに伴い変更済み
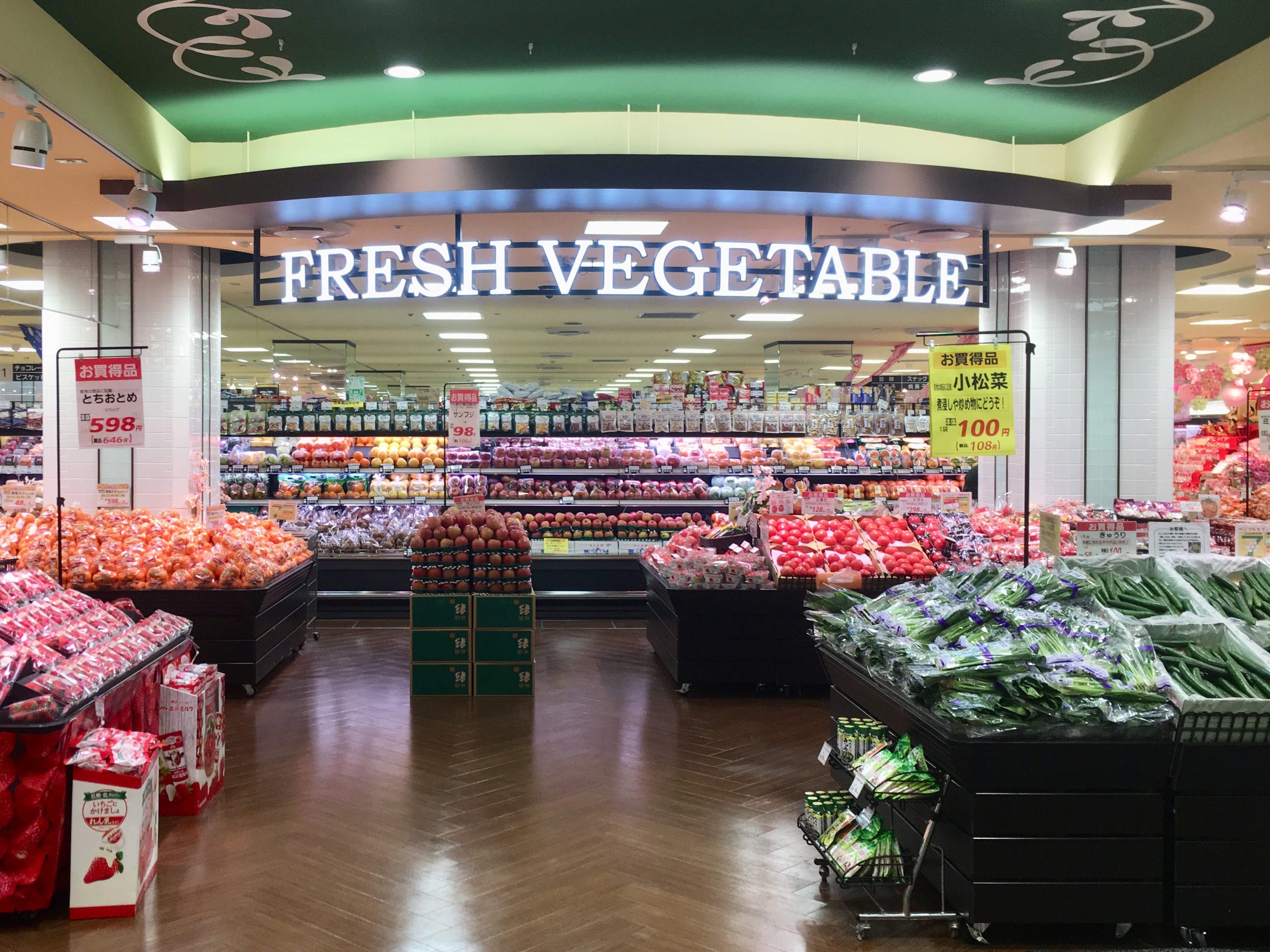
三ツ境店の食料品フロア（青果売り場） （2019年2月撮影）
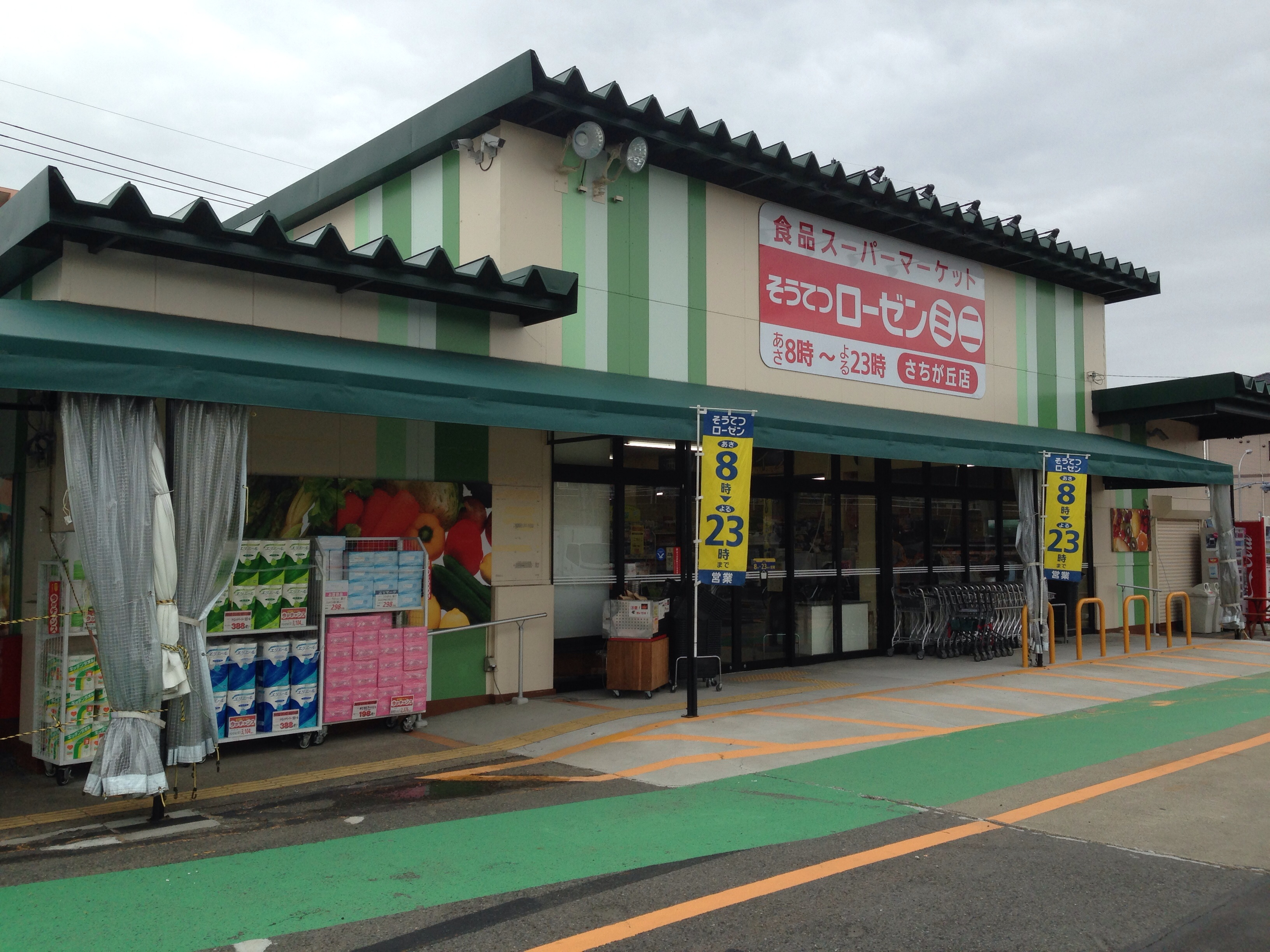
そうてつローゼンミニ さちが丘店 （2014年3月撮影） ※2018年4月に閉店済み

### 撤退した店舗

#### 横浜市
- ドリームランド店（1985年（昭和60年）7月30日開店[広報 12]、2001年（平成13年）10月26日閉店[広報 12]、横浜市戸塚区[1]）
店舗面積1,862m2[1]。
- 富岡店（1970年（昭和45年）10月2日開店[広報 13]、2005年（平成17年）2月18日閉店[広報 13]、横浜市金沢区[1]）
店舗面積1,334m2[1]。
※1階は生鮮市場イーズを経てフィットケア・デポ、2階は100円ショップmeetsを経て「服のタカハシ」となった[要出典]。
- 公田店（1964年（昭和39年）4月30日開店[広報 13]、1996年（平成8年）8月25日閉店[広報 13]、横浜市栄区[1]）
店舗面積360m2[1]。
- 和田町店（1964年（昭和39年）9月11日開店[広報 13]、2007年（平成19年）11月30日閉店[広報 13]、横浜市保土ケ谷区[1]）
店舗面積1,182m2[1]。
タイムズ（コインパーキング）[要出典]
- 南太田店（1972年（昭和47年）7月26日開店[広報 13]、1998年（平成10年）8月26日閉店[広報 13]、横浜市南区[1]）
店舗面積591m2[1]。
- 栄町通店（1978年（昭和53年）7月28日開店[広報 13]、1998年（平成10年）6月30日閉店[広報 13]、横浜市鶴見区[1]）
店舗面積1,048m2[1]。
- 瀬谷店（1971年（昭和46年）12月10日開店[広報 13]、2010年（平成22年）1月31日閉店[広報 13]、横浜市瀬谷区[1]）
店舗面積749m2[1]。
相鉄線瀬谷駅1番線ホーム[要出典]
- 南瀬谷店（1973年（昭和48年）10月28日開店[広報 13]、2009年（平成21年）3月31日閉店[広報 13]、横浜市瀬谷区[1]）
店舗面積550m2[1]。
クリエイトエス・ディー[要出典]
- 長津田店（1978年（昭和53年）9月6日開店[広報 12]、1990年（平成2年）2月28日閉店[広報 12]、横浜市緑区[1]）
店舗面積183m2[1]。
スリーエフ→ローソン・スリーエフ[要出典]
- いちょう店（1971年（昭和46年）12月11日開店[広報 12]、2000年（平成12年）2月28日閉店[広報 12]、横浜市泉区[1]）
店舗面積546m2[1]。
- さちが丘店（2012年（平成24年）11月7日開店[広報 13]、2018年（平成30年）4月5日閉店[広報 13]、横浜市旭区）
「そうてつローゼンミニ」として出店[広報 12]。
- 大口店（1969年（昭和44年）6月29日開店[広報 13]、2018年（平成30年）9月30日閉店[広報 13]、横浜市神奈川区）
店舗面積2,374m2[1]。

#### 綾瀬市
- 土棚店（1978年（昭和53年）8月8日開店[広報 13]、1990年（平成2年）11月30日閉店[広報 13]、綾瀬市[1]）
店舗面積422m2[1]。

#### 藤沢市
- 六会店（1980年（昭和55年）11月30日開店[広報 13]、2005年（平成17年）4月25日閉店[広報 13]、藤沢市[1]）
店舗面積1,762m2[1]。
トップ→イーズ→つるかめランド[要出典]
- 用田店（1990年（平成2年）9月28日開店[広報 13]、2010年（平成22年）9月21日閉店[広報 13]、藤沢市[9]）
店舗面積1,352m2[9]。
- 羽鳥店（1997年（平成9年）10月16日開店[広報 13]、2009年（平成21年）2月28日閉店[広報 13]、藤沢市[10]）
店舗面積2,816m2[10]。
トライアル[要出典]

#### 平塚市
- 岡崎店（1990年（平成2年）5月27日開店[広報 13]、2009年（平成21年）2月13日閉店[広報 13]、平塚市[9]）
店舗面積298m2[9]。
クリエイトエス・ディー[要出典]
- 四の宮店（1976年（昭和51年）3月25日開店[広報 13]、1998年（平成10年）10月31日閉店[広報 13]、平塚市[1]）
店舗面積805m2[1]。
しまむらストアー→セイムス[要出典]
- 高村店（1979年（昭和54年）4月1日開店[広報 13]、1995年（平成7年）8月31日閉店[広報 13]、平塚市[1]）
店舗面積580m2[1]。

#### 茅ヶ崎市
- 茅ヶ崎店（1973年（昭和48年）4月27日開店[広報 13]、1990年（平成2年）8月31日閉店[広報 13]、茅ヶ崎市[1]）
店舗面積631m2[1]。

#### 逗子市
- 逗子店（1960年（昭和35年）10月28日開店[広報 13]、2000年（平成12年）3月10日閉店[広報 13]、逗子市[1]）
店舗面積953m2[1]。

#### 厚木市
- 下荻野店（1981年（昭和56年）4月10日開店[広報 13]、2005年（平成17年）2月28日閉店[広報 13]、厚木市[1]）
店舗面積1,054m2[1]。
イーズ→つるかめランド→マックスバリュ[要出典]

#### 相模原市
- 宮下店（1994年（平成6年）6月22日開店[広報 13]、2006年（平成18年）6月19日閉店[広報 13]、相模原市[9]）
店舗面積2,146m2[9]。
フラワーランド→建デポ→取り壊し→ベルク相模原宮下本町店

#### 大和市
- 大和店（1991年（平成3年）11月15日開店[広報 13]、2016年（平成28年）9月30日閉店[広報 13]、大和市[9]）
店舗面積6,226m2[9]。
- 南林間店（1974年（昭和49年）4月23日開店[広報 13]、1995年（平成7年）2月4日閉店[広報 13]、大和市[1]）
店舗面積1,098m2[1]。
イーズ→つるかめランド→ツルハドラッグ[要出典]
- 高座渋谷店（1974年（昭和49年）11月22日開店[広報 13]、2001年（平成23年）3月31日閉店[広報 13]、大和市[1]）
店舗面積964m2[1]
- 上和田店（1979年（昭和54年）1月1日開店[広報 13]、1995年（平成7年）8月31日閉店[広報 13]、大和市[1]）
店舗面積268m2[1]。

#### 座間市
- ひばりが丘店（1978年（昭和53年）9月22日開店[広報 13]、2001年（平成23年）8月26日閉店[広報 13]、座間市[1]）
店舗面積411m2[1]。
キュウズマート[要出典]

#### 伊勢原市
- 愛甲石田店（1988年（昭和63年）11月10日開店[広報 13]、2013年（平成25年）6月24日閉店[広報 13]、伊勢原市[1]）
店舗面積1,194m2[1]。

#### 足柄上郡大井町
- 上大井店（1992年（平成4年）10月24日開店[広報 13]、2012年（平成24年）10月17日閉店[広報 13]、足柄上郡大井町[10]）
店舗面積1,414m2[10]。

#### 川崎市
- 川崎パレール店（1990年（平成2年）10月18日開店[広報 13]、2010年（平成22年）8月26日閉店[広報 13]、川崎市川崎区[9]）
店舗面積2,030m2[9]。
- 百合ヶ丘店（1970年（昭和45年）11月6日開店[広報 13]、1995年（平成7年）3月31日閉店[広報 13]、川崎市麻生区[1]）
店舗面積1,550m2[1]。

#### 東京都
- 八王子別所店（1997年（平成9年）8月22日開店[広報 12]、2006年（平成18年）2月13日閉店[広報 12]、東京都八王子市[10]）
店舗面積1,414m2[10]。
ギガマート→トライアル→取り壊し→スギドラッグ[要出典]

## 関連会社
- 株式会社葉山ボンジュール - ベーカリー。店舗名はボンジュール、グランジュール[6]。
- 相鉄ローゼンフレッシュフーズ株式会社 - 相鉄ローゼンの精肉・総菜・鮮魚部門を受託[6]。

### 消滅
- 相鉄ドラッグ株式会社 - 医薬品販売[9]。2005年に完全撤退し、会社清算[6]。
- 株式会社相鉄リテールサービス - 2009年8月1日に以下の3社が合併。2014年7月1日に相鉄ローゼンに吸収合併され、消滅[8]。
  - 株式会社相商 - 催事販売・花卉販売。花屋としての店舗名はフルール モア。合併時の存続会社。
  - 相鉄フードサービス株式会社 - フードコート・飲食店経営。旧 株式会社横浜精養軒（株式会社相栄（旧 相鉄ボーリング株式会社→相鉄ボール株式会社）を吸収合併）。
  - 株式会社相販 - 相鉄ムービルの売店運営を目的に設立。宝くじ[9]・たばこ・飲料を販売、広告業。合併後、宝くじ販売業は相鉄グループのイストへ事業譲渡。
- フルールモア - 花き販売。相鉄リテールサービスが運営。2013年6月に株式会社メルシーフラワーに譲渡[広報 15]。
- 相鉄ムービル - 映画館。相鉄リテールサービスが運営。2006年6月1日より東急レクリエーションが継承[広報 15]。
- 葉山ボンジュール - パン屋。葉山ボンジュールが運営。2012年2月までに全5店舗を閉店し、相鉄ローゼン店内のベーカリーコーナー「グランジュール」に専念[広報 15]。
- 女性ファッション専門店 - 店名は、女性の店そうてつ・リリオ・ボワドゥジュウェ・ノコノアなど。2011年7月で完全撤退[広報 15]。
- 109シネマズMM横浜 - 共同事業体の構成社として参加。2015年1月25日に閉館し、解散[広報 15]。

## テーマソング
相鉄ローゼンのイメージソングがあり、1990年3月26日に制定された。店舗のBGMとして、歌なしのワンコーラス版と歌つきのフルバージョンが使用されている。タイトルは『人あざやかに』（歌：チェリッシュ/作詞：伊藤アキラ、作曲：櫻井順）。この曲のワンコーラスバージョンが「伊藤アキラ CMソング傑作選」（Solid Records、2009年9月発売、規格品番 CDSOL-1312）に、「今日も歩くこの道」という曲名で収録されている。

## 備考
- 2008年より「ローゼンがんばる農家応援団」というプライベートブランドを立ち上げ、野菜や果物などを販売している。
- 2005年よりクレジットカード機能のない「ウェルカムカード」、のちに2025年3月より相鉄ジョイナスと港南台バーズのポイントカードサービスを統合した「相鉄ポイント」サービスを開始、あわせて「相鉄ポイントカード」の発行と、iOS・Android向けの相鉄グループ関連アプリである「相鉄ショッピングセンター公式アプリ」、「そうてつローゼンアプリ」、「相鉄Styleアプリ」に相鉄ポイントの会員証などの情報が追加された[11]。なお、2007年より親会社である相模鉄道が「PASMO」を発行するのにあわせ、相鉄グループでの利用状況によるポイント付与など優待機能を付加したクレジットカード「相鉄カード」を発行しているが、「相鉄ポイントカード」（旧・ウェルカムカード）も継続して使用可能である。
- 2011年3月の会社分割による事業再編の際に、「酒類販売業免許」における組織変更の届け出を怠り酒類販売業免許が失効していたことが、同年6月13日に判明。このため（新）相鉄ローゼン株式会社が運営する店舗では、翌日の6月14日より酒類全般が販売中止となった[12]。免許を新規取得し、同年8月後半より順次販売を再開（書類上は新規のため「販売開始」）した。